# Komitet Narodowy Polski (1917–1919)

Komitet Narodowy Polski w Paryżu 1918. Siedzą od lewej: Maurycy Zamoyski, Roman Dmowski, Erazm Piltz, stoją Stanisław Kozicki, Jan Emanuel Rozwadowski, Konstanty Skirmunt, Franciszek Fronczak, Władysław Sobański, Marian Seyda, Józef Wielowieyski

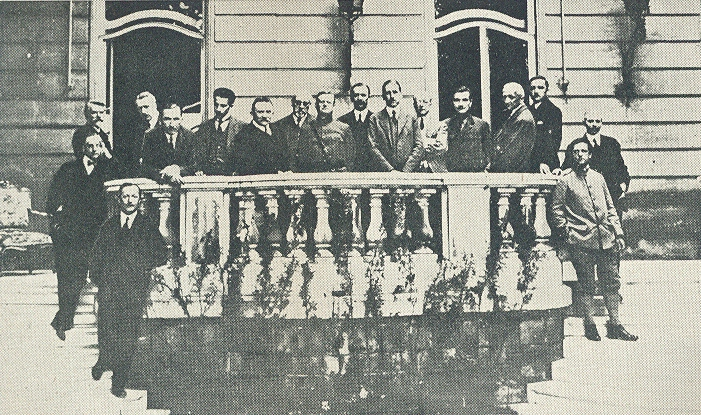
Komitet Narodowy Polski w Paryżu 1918. Widoczni: Kozicki, Wielowieyski, Madeyski, Sobański, Dmowski, Romer, Rozwadowski, Piltz, Fronczak, Zamoyski, Tomaszewski, Halpert, Smogorzewski, Skirmunt, Seyda, Ostrowski, Woyno.

Polskie postulaty terytorialne na paryskiej konferencji pokojowej (Linia Dmowskiego) na tle mapy etnograficznej regionu i granic Rzeczypospolitej 1772

Komitet Narodowy Polski (KNP) – założona 15 sierpnia 1917 w Lozannie przez Romana Dmowskiego polska reprezentacja polityczna działająca w latach 1917–1919. Siedzibą KNP był Paryż. Celem Komitetu była odbudowa państwa polskiego przy pomocy państw Ententy. KNP został uznany przez rządy Francji, Wielkiej Brytanii  i Włoch za rząd polski na emigracji i przedstawicielstwo interesów Polski. Po odzyskaniu niepodległości przez Polskę stworzył trzon delegacji polskiej na konferencję pokojową w Paryżu, rozwiązał się formalnie na życzenie premiera Ignacego Paderewskiego 15 kwietnia 1919.

## Historia
Bezpośrednią przyczyną jego powołania było rewolucja lutowa i obalenie caratu w Imperium Rosyjskim. Umożliwiło to powstanie politycznej reprezentacji Polaków w krajach Ententy które wcześniej uznawały sprawę polską za wewnętrzną sprawę Rosji i respektowały rosyjski sprzeciw wobec tworzenia jakichkolwiek polskich formacji zbrojnych na froncie zachodnim. Komitet Narodowy Polski powstał 15 sierpnia w Lozannie, skąd przeniósł się niebawem do Paryża obierając sobie za siedzibę  tymczasową hotel Saint-James przy rue Saint Honoré 211. Od października 1917 r. KNP mieściła się przy avenue Kléber 11 bis. Był w krajach Ententy na Zachodzie kontynuacją Komitetu Narodowego Polskiego, działającego w latach 1914–1917 w Warszawie i Piotrogrodzie. Główną rolę odrywali w nim politycy związani z Narodową Demokracją oraz Stronnictwem Polityki Realnej. Jego autorytet uznawały reprezentacje polityczne na ziemiach polskich tworzone przez te siły polityczne jak: Międzypartyjne Koło Polityczne w Królestwie Polskim, Związek Międzypartyjny w Galicji i Komitet Międzypartyjny w Poznańskim, a także Rada Polska Zjednoczenia Międzypartyjnego w Rosji oraz większość środowisk polonijnych w USA i Kanadzie. Do Komitetu wchodzili początkowo Roman Dmowski (prezes), Ignacy Jan Paderewski, Erazm Piltz, Jan Emanuel Rozwadowski (sekretarz), Marian Seyda, Konstanty Skirmuntt, Władysław Sobański, Maurycy Zamoyski. Jego skład poszerzono później drogą kooptacji m.in. o Stanisława Kozickiego, Stanisława Grabskiego, Józefa Wielowieyskiego, Józefa Hallera. Działalność paryskiego komitetu finansowana była przez Maurycego Zamoyskiego, Mikołaja Potockiego oraz z kredytów udzielonych przez rządy Anglii i Francji, które to miały być zwrócone, po odzyskaniu przez Polskę niepodległości.
Zadaniami KNP były:
- kierowanie i reprezentowanie polityki polskiej wobec państw Ententy
- kierownictwo sprawami politycznymi armii polskiej we Francji oraz moralna i materialna nad nią opieka
- opieka konsularna nad Polakami przebywającymi w państwach Ententy

KNP prowadził politykę zagraniczną odradzającego się państwa polskiego i organizował Armię Polską we Francji, która uznawała jego zwierzchnictwo. Był uznany przez rządy Francji (20 września), Wielkiej Brytanii (15 października), Włoch (30 października), USA (10 listopada 1917) za oficjalnego reprezentanta odradzającej się państwowo Polski. KNP posiadał swoich przedstawicieli przy rządach w Belgii, Włoszech (Konstanty Skirmuntt), Szwecji, Brazylii, Wielkiej Brytanii (Władysław Sobański), USA (Ignacy Jan Paderewski). Jego agendą była powstała wcześniej w Szwajcarii Centralna Agencja Polska. Od stycznia 1919 r. Komitet Narodowy Polski dysponował własnym francuskojęzycznym tytułem prasowym „L’Indépendance Polonaise”. Redakcję pisma na wniosek Sekretariatu Generalnego KNP objął Stanisław Stroński, za redakcję wewnętrzną natomiast odpowiadał Dmowski. Organem polskojęzycznym był „Polak (Le Polonais)”, który ukazywał się w latach 1917–1919.

## Ostatni etap działalności
W styczniu 1919 w oparciu o porozumienie polityczne Naczelnika Państwa Józefa Piłsudskiego z Romanem Dmowskim do Komitetu zostali dokooptowani przedstawiciele Naczelnika Państwa (Kazimierz Dłuski, Leon Wasilewski, Michał Sokolnicki, Stanisław Patek, Antoni Sujkowski, Stanisław Thugutt, Medard Downarowicz, Herman Lieberman, Władysław Baranowski, Stanisław Hempel), zaś Komitet stał się oficjalnym reprezentantem rządu RP na paryską konferencję pokojową. KNP uznał powstały 16 stycznia 1919 rząd Ignacego Jana Paderewskiego na którego życzenie rozwiązał się formalnie 15 kwietnia 1919, jego członkowie tworzyli trzon delegacji Polski na paryską konferencję pokojową do podpisania i ratyfikacji traktatu wersalskiego i traktatów pochodnych.